# Kotzebues Dramen – Ein Lexikon

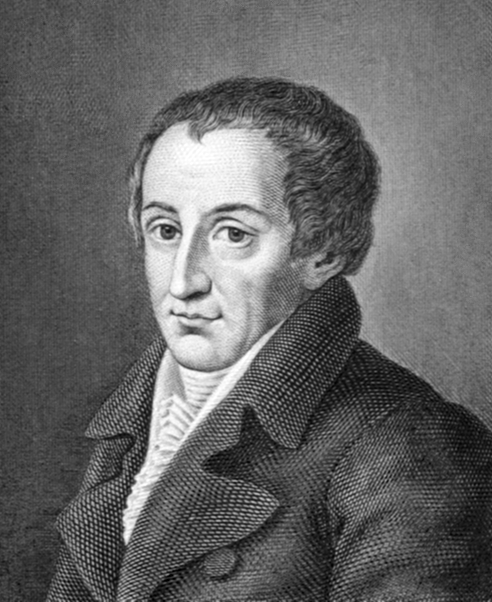
August von Kotzebue

Kotzebues Dramen – Ein Lexikon ist ein 2011 im Wehrhahn Verlag erschienenes einbändiges Nachschlagewerk mit Einträgen zu den über 200 von August von Kotzebue verfassten Theaterstücken. Es wurde von Johannes Birgfeld (* 1971), Julia Bohnengel (* 1970) und Alexander Košenina (* 1963) herausgegeben. Die einzelnen Lexikontexte wurden von einer Vielzahl von Autorinnen und Autoren verfasst. Im Jahr 2020 erlebte der Band eine zweite Auflage.

## Überblick über alle beschriebenen Dramen
Die Anzahl der von Kotzebue verfassten Dramen wird auf 250–260 angesetzt. Für den Band nicht berücksichtigt wurden ungedruckte frühe Dramen sowie die vielen Prologe aus Kotzebues Feder. Nach dem Titel stehen gegebenenfalls die Jahre des Erstdrucks (Dr) sowie der ersten dokumentierten Aufführung (EDA). Zu beachten ist, dass die Stücke oft im Herbst, vordatiert auf das kommende Jahr, in Kotzebues Almanach dramatischer Spiele zur geselligen Unterhaltung auf dem Lande erschienen. Die alphabetische Reihung der Dramentitel folgt derjenigen im Lexikon. (Von den gedruckten Werken fehlen im Lexikon allerdings List gegen Mißtrauen. Ein Lustspiel in Einem Akte. Nach dem Französischen [Dr 1806] und wegen der ungesicherten Autorschaft Johanna, die edle Mulattin, oder die Trennung. Ein Schauspiel in zwey Aufzügen [Dr 1806].)
1. Die Abendstunde. Drama in einem Act (Dr 1809, EDA 1812)
2. Der Abschied. Ein Nachspiel (Dr 1804)
3. Der Abschied aus Cassel. Ein rührendes Singspiel von Friedrich Germanus (Dr 1813)
4. Adelheid von Wulfingen. Ein Denkmal der Barbarey des dreyzehnten Jahrhunderts (Dr 1788, EDA 1787)
5. Alfred. Eine Oper in drei Acten (Dr 1817, EDA 1818)
6. Die Alpenhütte. Eine Oper in Einem Act (Dr 1815, EDA 1814)
7. Der alte Leibkutscher Peter des Dritten. Eine wahre Anekdote (Dr 1799, EDA 1797)
8. Die alten Liebschaften. Lustspiel in Einem Akt (Dr 1812, EDA 1811)
9. Das arabische Pulver. Eine Posse in zwey Akten nach Holberg frey bearbeitet (Dr 1810, EDA 1810)
10. Ariadne auf Naxos. Ein tragi-komisches Triodrama (Dr 1803)
11. Der arme Minnesinger. Schauspiel in Einem Akt (Dr 1811, EDA 1811)
12. Der arme Poet. Ein Schauspiel in Einem Akt (Dr 1813, EDA 1812)
13. Armuth und Edelsinn. Ein Lustspiel in drey Aufzügen (Dr 1795, EDA 1793)
14. Bäbbel oder Aus zwey Uebeln das Kleinste. Eine historische Posse in Einem Akt (Dr 1815, EDA 1817)
15. Die barmherzigen Brüder. Nach einer wahren, in der National-Zeitung vom Jahr 1802 aufbehaltenen Anekdote (Dr 1803, EDA 1802)
16. Bayard. Ein Schauspiel in fünf Akten (Dr 1801, EDA 1800)
17. Die Beichte. Ein Lustspiel in gereimten Versen in Einem Akt (Dr 1806, EDA 1805)
18. Die beiden kleinen Auvergnaten. Ein Drama in Einem Akt. (Nach einer Erzählung von Bouilly.) (Dr 1813, EDA 1813)
19. Die beyden Klingsberg. Ein Lustspiel in vier Akten (Dr 1801, EDA 1799)
20. Die beyden Zauberer. Ein Vorspiel bey Eröffnung des neuen Theaters in Reval (Dr 1809, EDA 1809)
21. Die Belagerung von Saragossa, oder Pachter Feldkümmels Hochzeitstag. Ein Lustspiel in vier Akten (Dr 1812, EDA 1810)
22. Bela’s Flucht. Ein Schauspiel in zwei Akten (Dr 1813, EDA 1812)
23. Die Bestohlenen. Ein Lustspiel in Einem Act (Dr 1817, EDA 1816)
24. Der Besuch oder die Sucht zu glänzen. Ein Lustspiel in vier Akten (Dr 1801, EDA 1800)
25. Blind geladen. Lustspiel in Einem Akt (Dr 1811, EDA 1810)
26. Der blinde Gärtner oder die blühende Aloe. Ein Liederspiel (Dr 1810, EDA 1810)
27. Blinde Liebe. Lustspiel in drey Acten (Dr 1806, EDA 1805)
28. Die Brandschatzung. Ein Lustspiel in Einem Akt (Dr 1806, EDA 1805)
29. Braut und Bräutigam in Einer Person. Posse in zwei Acten (Dr 1814, EDA 1813)
30. Der Brief aus Cadix. Ein Drama in drei Akten (Dr 1813, EDA 1811)
31. Die Brillen-Insel. Eine fantastische Oper in zwei Acten (Dr 1817, EDA 1840)
32. Bruder Moritz, der Sonderling oder die Colonie für die Pelew-Inseln. Lustspiel in drey Aufzügen (Dr 1791, EDA 1790)
33. Bücher-Auction im Jahr Dreitausend Zweihundert und eilfe. Ein Fragment (Dr 1821)
34. Der Capitain Belronde. Ein Lustspiel in drei Akten von Picard, für die deutsche Bühne bearbeitet (Dr 1817, EDA 1818)
35. Carolus Magnus. Lustspiel in drey Acten (Dr 1806, EDA 1805)
36. Der Citherschläger und das Gaugericht. Ein altdeutsches Lustspiel in zwei Acten (Dr 1817, EDA 1816)
37. Cleopatra. Eine Tragödie (Dr 1803, EDA 1802)
38. Die Corsen. Ein Schauspiel in vier Akten (Dr 1799, EDA 1797)
39. Demetrius Iwannowitsch Zaar von Moscau. Ein Russisches Original Trauerspiel in fünf Aufzügen (Dr 1994, EDA 1782)
40. Der Deserteur. Eine Posse in einem Akt (Dr 1808, EDA 1807)
41. Die deutsche Hausfrau. Ein Schauspiel in drei Akten (Dr 1813, EDA 1812)
42. Die deutschen Kleinstädter. Ein Lustspiel in vier Akten (Dr 1803, EDA 1802)
43. Der deutsche Mann und die vornehmen Leute. Ein Sittengemälde in vier Akten (Dr 1818, EDA 1817)
44. Doctor Bahrdt mit der eisernen Stirn, oder Die deutsche Union gegen Zimmermann. Ein Schauspiel in vier Aufzügen, von Freyherrn von Knigge (Dr 1790)
45. Don Ranudo de Colibrados. Ein Lustspiel in vier Acten. Nach Holberg frey bearbeitet (Dr 1803, EDA 1802)
46. Das Dorf im Gebürge. Ein Schauspiel mit Gesang in zwey Akten (Dr 1798, EDA 1798)
47. Dramatische Charade (Dr 1821)
48. Drei Väter auf Einmal! Eine Posse in Einem Act (Dr 1816, EDA 1815)
49. Die edle Lüge. Schauspiel in einem Aufzuge. Fortsetzung von Menschenhaß und Reue (Dr 1792, EDA 1791)
50. Eduard in Schottland, oder die Nacht eines Flüchtlings. Ein historisches Drama in drey Akten von Düval, aus dem vom Verfasser mitgetheilten Manuscript; frey übersetzt von August von Kotzebue (Dr 1804, EDA 1803)
51. Der Educations-Rath. Ein Lustspiel in Einem Act (Dr 1816, EDA 1815)
52. Die eifersüchtige Frau. Ein Lustspiel in zwei Acten nach dem Englischen (Dr 1820, EDA 1819)
53. u. A. w. g. oder Die Einladungskarte. Ein Schwank in Einem Act (Dr 1818, EDA 1817)
54. Die englischen Waaren. Posse in zwei Acten (Dr 1809, EDA 1809)
55. Die entlarvte Fromme oder Ein Pröbchen vom Zeitgeiste. Ein Lustspiel. Erster und vierter Akt von August von Kotzebue. Nach dessen Tode in Druck gegeben (Dr 1819)
56. Das Epigramm. Ein Lustspiel in vier Akten (Dr 1801, EDA 1798)
57. Die Erbschaft. Schauspiel in einem Akt (Dr 1808, EDA 1808)
58. Der Eremit auf Formentera. Ein Schauspiel mit Gesang in zwey Aufzügen (Dr 1788, EDA 1785)
59. Des Esels Schatten oder der Proceß in Krähwinkel. Eine Posse (Dr 1810, EDA 1809)
60. Eulenspiegel. Ein dramatischer Schwank, in Einem Akt, und in zwanglosen Reimen (Dr 1806, EDA 1801)
61. Expectorationen. Ein Kunstwerk und zugleich ein Vorspiel zum Alarcos (Dr 1803)
62. Falsche Schaam. Ein Schauspiel in vier Akten (Dr 1798, EDA 1795)
63. Fanchon das Leyermädchen. Vaudeville in drey Acten von Bouilly. Aus dem Französischen übersetzt von August von Kotzebue (Dr 1805, EDA 1804)
64. Feodora. Ein Singspiel in Einem Akt (auch unter dem Titel Der Kaiser und das russische Mädchen. Ein Schauspiel mit Gesang) (Dr 1812, EDA 1811)
65. Die Feuerprobe. Lustspiel in Einem Akt (Dr 1811, EDA 1811)
66. Der Fluch eines Römers. Schauspiel in Einem Act (Dr 1814, EDA 1814)
67. Der Flußgott Niemen und Noch Jemand. Ein Freudenspiel in Knittelversen, Gesang und Tanz, aufgeführt auf dem Theater zu Reval zur Feyer des Freudenfestes als die letzten Ueberreste der Franzosen von den tapfern Russen wieder über den Niemen gejagt wurden (Dr 1813, EDA 1812)
68. Die französischen Kleinstädter. Ein Lustspiel in vier Akten von Picard (Dr 1803, EDA 1802)
69. Die Frau vom Hause. Ein Lustspiel (Dr 1820)
70. Der Freimaurer. Lustspiel in Einem Act (Dr 1818, EDA 1817)
71. Der fürstliche Wildfang oder Fehler und Lehre. Ein Lustspiel in zwei Acten mit einigen Gesängen, nach Bouilly und Desaugiers, frei bearbeitet (Dr 1819, EDA 1810)
72. Die gefährliche Nachbarschaft. Ein Lustspiel in Einem Akt (Dr 1806, EDA 1805)
73. Der Gefangene. Ein Lustspiel in einem Akt (Dr 1800, EDA 1798)
74. Der gerade Weg der beste. Lustspiel in Einem Act (Dr 1817, EDA 1816)
75. Das Gespenst. Ein romantisches Schauspiel in vier Acten. Mit Chören und Gesängen (auch unter dem Titel Deodata) (Dr 1808, EDA 1809)
76. Das getheilte Herz. Ein Lustspiel in Einem Akt (Dr 1813, EDA 1812)
77. Der Gimpel auf der Messe. Eine Posse in zwei Akten (Dr 1805, EDA 1805)
78. Gisela. Ein Schauspiel in vier Akten, zu welchem die deutsche Geschichte den Stoff geliefert hat (Dr 1818, EDA 1817)
79. Die Glücklichen. Lustspiel in Einem Akt (Dr 1811, EDA 1810)
80. Graf Benjowsky oder die Verschwörung auf Kamtschatka. Ein Schauspiel in fünf Aufzügen (Dr 1795, EDA 1794)
81. Der Graf von Burgund. Ein Schauspiel in fünf [richtig: vier] Akten (Dr 1798, EDA 1795)
82. Der Graf von Gleichen. Ein Spiel für lebendige Marionetten (Dr 1808, EDA 1815)
83. Große Hofversammlung in Paris. Dargestellt von August von Kotzebue (Dr 1813)
84. Des großen Schauspielers, Napoleon Buonaparte, Abschiedsrede an die Deutschen nach der Schlacht bei La belle alliance (entstanden 1815/1816, EDA 1816)
85. Die Großmamma. Ein Lustspiel in Einem Act (Dr 1816, EDA 1815)
86. Gustav Wasa. Ein Schauspiel in fünf Akten (Dr 1801, EDA 1800)
87. Der häusliche Zwist. Ein Lustspiel in einem Act (Dr 1810, EDA 1809)
88. Der Hagestolz und die Körbe. Ein Intermezzo (Dr 1809, EDA 1814)
89. Der Hahnenschlag. Schauspiel in Einem Akt (Dr 1803, EDA 1802)
90. Hans Max Giesbrecht von der Humpenburg oder die neue Ritterzeit. Komische Oper in Einem Act (Dr 1815, EDA 1814)
91. Der Harem. Ein Lustspiel in Einem Act (Dr 1810, EDA 1810)
92. Des Hasses und der Liebe Rache. Schauspiel aus dem Spanischen Kriege in fünf Akten (Dr 1815, EDA 1815)
93. Heinrich Reuß von Plauen oder die Belagerung von Marienburg. Ein Trauerspiel in fünf Acten (Dr 1805, EDA 1805)
94. Herrmann und Thusnelde. Eine heroische Oper in drei Akten (Dr 1819, EDA 1815)
95. Herr Gottlieb Merks, der Egoist und Criticus. Eine Burleske in zwey Acten (Dr 1810)
96. Der hölzerne Säbel oder die Heerschau. Ein Lieder-Spiel in einem Act (Dr 1817, EDA 1816)
97. Die hübsche kleine Putzmacherin. Lustspiel in Einem Akt (Dr 1805, EDA 1804)
98. Hugo Grotius. Ein Schauspiel in vier Acten (Dr 1803, EDA 1803)
99. Die hundertjährigen Eichen, oder: Das Jahr 1914. Ein Vorspiel mit Gesängen und Tänzen (Dr 1821, EDA 1814)
100. Die Hussiten vor Naumburg im Jahr 1432. Ein vaterländisches Schauspiel mit Chören in fünf Acten (Dr 1803, EDA 1802)
101. Hygea. Ein Vorspiel am Geburtstage eines guten Vaters (Dr 1805, EDA 1804)
102. Der hyperboreeische Esel oder Die heutige Bildung. Ein drastisches Drama, und philosophisches Lustspiel für Jünglinge, in Einem Akt (Dr 1799, EDA 1799)
103. Incognico. Eine Posse in zwei Akten (Dr 1804, EDA 1804)
104. Die Indianer in England. Lustspiel in drey Aufzügen (Dr 1790, EDA 1789)
105. Das Intermezzo oder der Landjunker zum erstenmale in der Residenz. Ein Lustspiel in fünf Acten (Dr 1810, EDA 1808)
106. Johanna von Montfaucon. Ein romantisches Gemälde aus dem vierzehnten Jahrhundert in fünf Akten (Dr 1800, EDA 1799)
107. Der Käficht. Eine komische Oper in Einem Act (Dr 1815, EDA 1816)
108. Kaiser Claudius. Schauspiel in einem Akt (Dr 1807, EDA 1806)
109. Der Kater und der Rosenstock. Lustspiel in einem Akt (Dr 1807, EDA 1818)
110. Der Kiffhäuser Berg. Eine Oper in Einem Act (Dr 1817, EDA 1817)
111. Das Kind der Liebe. Ein Schauspiel in fünf Akten (Dr 1791, EDA 1790)
112. Die klagenden Ehemänner. Ein rührendes Drama (Dr 1795)
113. Der kleine Declamator. Schauspiel in einem Act (Dr 1809, EDA 1809)
114. Die kleine Zigeunerin. Ein Schauspiel in vier Acten (Dr 1810, EDA 1809)
115. Die kluge Frau im Walde, oder: der stumme Ritter. Ein Zauberspiel in fünf Akten (Dr 1801, EDA 1799)
116. Das Köstlichste. Schauspiel in Einem Akt (Dr 1806)
117. Die Komödiantin aus Liebe. Lustspiel in Einem Akt (Dr 1811, EDA 1811)
118. Der Kosak und der Freiwillige. Ein Liederspiel in Einem Akt (Dr 1815, EDA 1813)
119. Die Kreuzfahrer. Ein Schauspiel in fünf Akten (Dr 1803, EDA 1802)
120. Das Landhaus an der Heerstraße. Ein Fastnachtsspiel in einem Act (Dr 1809, EDA 1808)
121. Der Leineweber. Schauspiel in einem Akt (Dr 1808, EDA 1807)
122. Das liebe Dörfchen. Dramatische Idylle (Dr 1807, EDA 1806)
123. Das Liebhabertheater vor dem Parlament. Ein Nachspiel mit Gesang (Dr 1788, EDA 1786)
124. Lohn der Wahrheit. Ein Schauspiel in fünf Akten (Dr 1801, EDA 1798)
125. Der Lügenfeind. Lustspiel in Einem Akt (Dr 1812, EDA 1811)
126. Das Lustspiel am Fenster. Posse in einem Akt (Dr 1807, EDA 1807)
127. Mädchenfreundschaft oder der türkische Gesandte. Lustspiel in Einem Akt (Dr 1805, EDA 1805)
128. Der Mann von vierzig Jahren. Ein Lustspiel in einem Aufzuge. Nach dem Französischen des Fayan (Dr 1795, EDA 1794)
129. Marie. Eine dramatische Idylle (Dr 1818, EDA 1817)
130. Die Masken. Ein Schauspiel in Einem Akt (Dr 1813, EDA 1812)
131. Max Helfenstein. Ein Lustspiel in zwei Akten (Dr 1812, EDA 1811)
132. Menschenhaß und Reue. Schauspiel in fünf Aufzügen (Dr 1790, EDA 1788)
133. Die Nachtmütze des Propheten Elias. Posse in Einem Act (auch unter dem Titel Die Zaubermütz. Singspiel in Einem Akt) (Dr 1814, EDA 1814)
134. Die Negersklaven. Ein historisch-dramatisches Gemählde in drey Akten (Dr 1796, EDA 1794)
135. Die neue Frauenschule. Ein Lustspiel in drei Akten. Frei bearbeitet nach dem Französischen: Le secret du ménage (Dr 1812, EDA 1811)
136. Das neue Jahrhundert. Eine Posse in Einem Akt (Dr 1801, EDA 1799)
137. Noch Jemands unterirdische Reisen. Ein Zauberspiel in 4 Scenen (Dr 1819, EDA 1816)
138. Noch Jemand’s Reise-Abentheuer. Eine heroische Tragi-Comödie. Seitenstück zum Flußgott Niemen und Noch Jemand (Dr 1814, EDA 1814)
139. Octavia. Ein Trauerspiel in fünf Akten (Dr 1801, EDA 1800)
140. Der Opfer-Tod. Ein Schauspiel in drey Akten (Dr 1798, EDA 1796)
141. Die Organe des Gehirns. Ein Lustspiel in drey Acten (Dr 1806, EDA 1805)
142. Pachter Feldkümmel von Tippelskirchen. Ein Fasnachtsspiel in fünf Akten (Dr 1812, EDA 1810)
143. Pagenstreiche. Eine Posse in fünf Aufzügen (Dr 1804, EDA 1803)
144. Pandorens Büchse. (Nach der Fabel des Hesiod.) Eine burleske Tragödie (Dr 1810)
145. Der Papagoy. Ein Schauspiel in drey Acten (Dr 1792, EDA 1791)
146. Pervonte oder die Wünsche. Eine komische Oper in drei Acten. (Nach einem bekannten Mährchen von Wieland.) (Dr 1815, EDA 1814)
147. La Peyrouse. Ein Schauspiel in zwei Akten (Dr 1798, EDA 1796)
148. La Peyrouse. Ein Schauspiel. (Gänzlich umgearbeitet.) (Dr 1818)
149. Pfalzgraf Heinrich. Erster Akt, nebst dem Plan zum ganzen Trauerspiel. Nach dessen Tode im Druck gegeben (Dr 1819)
150. Possen, die Zeit beachtend, bey Gelegenheit des Rückzugs der Franzosen. Seitenstück zum Flußgott Niemen etc. (Dr 1813)
151. Das Posthaus in Treuenbrietzen. Lustspiel in einem Akt (Dr 1808, EDA 1807)
152. Die Prinzessin von Cacambo. Eine Komische Oper in zwei Acten (Dr 1815, EDA 1814)
153. Die Quäker. Schauspiel in Einem Akt (Dr 1812, EDA 1811)
154. Der Rehbock oder die Schuldlosen Schuldbewußten. Ein Lustspiel in drei Akten (Dr 1815, EDA 1814)
155. Die respectable Gesellschaft. Eine Posse in Einem Akt (Dr 1813, EDA 1812)
156. Die Rosen des Herrn von Malesherbes. Ein ländliches Gemälde in Einem Akt. (Den Stoff hat eine wahre, von Bouilly in seinen Contes à ma fille erzählte Anekdote geliefert.) (Dr 1813, EDA 1812)
157. Die Rosenmädgen. Komische Oper in drei Acten, von Théaulon für die deutsche Bühne bearbeitet von Kotzebue (Dr 1819, EDA 1818)
158. Der Rothmantel. Ein Volksmährgen nach Musäus, für die Bühne bearbeitet in vier Akten (Dr 1817, EDA 1816)
159. Rudolph von Habsburg und König Ottokar von Böhmen. Ein Historisches Schauspiel in sechs Akten (Dr 1815, EDA 1813)
160. Rübezahl. Ein Schauspiel in Einem Akt (Dr 1804, EDA 1803)
161. Die Rückkehr der Freywilligen oder das patriotische Gelübde. Ein Lustspiel in Einem Akt (Dr 1815, EDA 1814)
162. Der Ruf. Ein dramatisches Lehrgedicht in drei Acten (Dr 1817, EDA 1817)
163. Die Ruinen von Athen. Ein Nachspiel mit Chören und Gesängen (Dr 1812, EDA 1812)
164. Der Ruße in Deutschland. Ein Lustspiel in vier Acten (Dr 1806, EDA 1806)
165. Der Sammtrock. Lustspiel in einem Akt (Dr 1807, EDA 1806)
166. Der Schauspieler wider Willen. Ein Lustspiel in einem Act. Nach dem Französischen frey bearbeitet (Dr 1803, EDA 1804)
167. Der schelmische Freyer. Ein Lustspiel in Einem Akt (Dr 1815, EDA 1814)
168. Die schlaue Wittwe oder Die Temperamente. Posse in Einem Akt (Dr 1803, EDA 1803)
169. Die schöne Unbekannte. Eine dramatisirte Erzählung (Dr 1787)
170. Das Schreibepult, oder die Gefahren der Jugend. Ein Schauspiel in vier Akten (Dr 1800, EDA 1798)
171. Der Schreiner. Ein Singspiel in einem Aufzuge. Nach dem Lustspiele gleiches Namens bearbeitet von August von Kotzebue (Dr 1799, EDA 1799)
172. Die Schule der Frauen. Ein Lustspiel in fünf Acten. Von Moliere, frey, doch getreu übersetzt von August von Kotzebue (Dr 1805, EDA 1803)
173. Der Schutzgeist. Eine dramatische Legende in sechs Akten nebst einem Vorspiele (Dr 1814, EDA 1814)
174. Die Seelenwanderung, oder der Schauspieler wider Willen auf eine andere Manier. Ein Schwank (Dr 1816, EDA 1816)
175. Die Seeschlacht und die Meerkatze. Posse in einem Act (Dr 1809, EDA 1809)
176. Die Selbstmörder. Ein Drama in Einem Akt (Dr 1819, EDA 1819)
177. Die seltene Krankheit. Posse in zwei Acten (Dr 1814, EDA 1813)
178. Der Shawl. Ein Lustspiel in Einem Akt (Dr 1815, EDA 1814)
179. Die silberne Hochzeit. Ein Schauspiel in fünf Akten (Dr 1799, EDA 1797)
180. Die Sonnen-Jungfrau. Ein Schauspiel in fünf Aufzügen (Dr 1791, EDA 1789)
181. Sorgen ohne Noth und Noth ohne Sorgen. Lustspiel in fünf Akten (Dr 1810, EDA 1809)
182. Die Spanier in Peru oder Rollas Tod. Ein romantisches Trauerspiel in fünf Akten (Dr 1796, EDA 1794)
183. Die Sparbüchse, oder der arme Candidat. Ein Lustspiel in Einem Akt (Dr 1805, EDA 1804)
184. Der Spiegel oder Laß das bleiben. Ein Lustspiel in Einem Act (Dr 1818, EDA 1817)
185. Der Spiegelritter. Eine Oper in drey Aufzügen (Dr 1791, EDA 1791)
186. Das Strandrecht. Schauspiel in einem Akt (Dr 1807, EDA 1806)
187. Die Stricknadeln. Ein Schauspiel in vier Acten (Dr 1805, EDA 1804)
188. Der Stumme. Lustspiel in Einem Akt (Dr 1808, EDA 1808)
189. Sultan Bimbambum oder der Triumph der Wahrheit. Eine moralische Heroi-Tragi Comödia (Dr 1804)
190. Sultan Wampum oder die Wünsche. Ein orientalisches Scherzspiel mit Gesang, in drey Aufzügen (Dr 1794, EDA 1791)
191. Das Taschenbuch. Ein Drama in drei Akten (Dr 1818, EDA 1817)
192. Der Taubstumme oder der Abbe de l’Épée. Historisches Drama in fünf Acten von Bouilly. Aus dem Französischen übersetzt (Dr 1800, EDA 1800)
193. Des Teufels Lustschloß. Eine natürliche Zauber-Oper in drey Akten (Dr 1801, EDA 1802)
194. Das Thal von Almeria. Ein Schauspiel in Einem Akt (Dr 1812, EDA 1811)
195. Die Tochter Pharaonis. Ein Lustspiel in Einem Akt (Dr 1804, EDA 1802)
196. Der todte Neffe. Ein Lustspiel in einem Akt. Nach dem Französischen des Martainville (Dr 1804, EDA 1803)
197. Der Trunkenbold. Eine Schnurre in zwei Akten, nach Holberg frei bearbeitet (Dr 1805, EDA 1806)
198. Ubaldo. Ein Trauerspiel in fünf Akten (Dr 1808, EDA 1808)
199. Ueble Laune. Ein Schauspiel in vier Akten (Dr 1799, EDA 1797)
200. Die Uhr und die Mandeltorte (Dr 1804, EDA 1816)
201. Ungerns erster Wohlthäter. Ein Vorspiel mit Chören (Dr 1812, EDA 1813)
202. Die Unglücklichen. Ein Lustspiel in Einem Akt (Dr 1798, EDA 1797)
203. Die Uniform des Feldmarschalls Wellington. Ein Lustspiel in Einem Act (Dr 1816, EDA 1815)
204. Unser Fritz. Ein Schauspiel in Einem Akt (Dr 1803, EDA 1802)
205. Das unsichtbare Mädchen. Ein Intermezzo (Dr 1812, EDA 1811)
206. Die Unvermählte. Ein Drama in vier Aufzügen (Dr 1808, EDA 1806)
207. Das Unheil des Paris. Eine heroische Komödie (Dr 1804, EDA 1802)
208. Die väterliche Erwartung. Eine ländliche Familien Scene in Esthland, mit untermischten Gesängen (Dr 1789, EDA 1788)
209. Der Vater von ungefähr. Ein Lustspiel in einem Akt. Nach dem Französischen der Herren Pain und Vieillard (Dr 1804, EDA 1803)
210. Der verbannte Amor, oder: die argwöhnischen Eheleute. Lustspiel in vier Akten (Dr 1810, EDA 1809)
211. Die Verkleidungen. Eine Posse in zwei Akten (Dr 1819, EDA 1819)
212. Die Verläumder. Ein Schauspiel in fünf Akten (Dr 1796, EDA 1795)
213. Verlegenheit und List. Ein Lustspiel in drei Acten frei bearbeitet nach Contretems sur Contretems, von Pigault le Brun (Dr 1820, EDA 1819)
214. Das verlohrne Kind. Ein Schauspiel in Einem Akt (Dr 1806, EDA 1806)
215. Der Verschwiegene wider Willen, oder die Fahrt von Berlin nach Potsdam. Ein Lustspiel in Einem Act (Dr 1816, EDA 1815)
216. Die Versöhnung. Ein Schauspiel in fünf Akten (Dr 1798, EDA 1796)
217. Die Verwandtschaften. Ein Lustspiel in fünf Akten (Dr 1798, EDA 1797)
218. Der Vielwisser. Ein Lustspiel in fünf Akten (Dr 1817, EDA 1815)
219. Der weibliche Jacobiner-Clubb. Ein politisches Lustspiel in Einem Aufzug (Dr 1792, EDA 1791)
220. Wer weiß wozu das gut ist. Ein Schwank in Einem Akt (Dr 1815, EDA 1814)
221. Der Westindier. Ein Lustspiel in fünf Akten von Cumberland; auf’s neue für die deutsche Bühne bearbeitet von August von Kotzebue (Dr 1815, EDA 1815)
222. Der Wildfang. Ein Lustspiel für die Verdauung in drei Akten (Dr 1798, EDA 1795)
223. Der Wirrwarr, oder der Muthwillige. Eine Posse in fünf Akten (Dr 1803, EDA 1801)
224. Die Wittwe und das Reitpferd. Eine dramatische Kleinigkeit (Dr 1796, EDA 1795)
225. Die Wüste. Ein dramatisches Gedicht (Dr 1818, EDA 1817)
226. Die Zerstreuten. Eine Posse in Einem Act (Dr 1810, EDA 1809)
227. Das zugemauerte Fenster. Lustspiel in Einem Akt (Dr 1811, EDA 1810)
228. Die Zurückkunft des Vaters. Ein Vorspiel (Dr 1801, EDA 1800)
229. Zwei Nichten für Eine. Lustspiel in zwei Acten (Dr 1814, EDA 1813)

## Ausgabe
- Kotzebues Dramen. Ein Lexikon. Hrsg. von Johannes Birgfeld, Julia Bohnengel und Alexander Košenina. Wehrhahn Verlag, Hannover 2011. ISBN 978-3-86525-227-2 (Leseprobe)